# جاستین نوریس
جاستین نوریس (انگلیسی: Justin Norris؛ زادهٔ ۳ ژوئن ۱۹۸۰) ورزشکار ورزش شنا اهل استرالیا است.
وی در مسابقات کشوری و بین‌المللی در مجموع برندهٔ ۳ مدال طلا، ۱ مدال نقره، ۲ مدال برنز شده‌است.